# トゥルム遺跡
トゥルム遺跡（トゥルムいせき、ユカテク語：Tulu'um）は、マヤ文明末期に栄えた城壁都市の遺跡である。内陸にあるコバー遺跡のための主要な港として用いられていた。メキシコのカリブ海に面したユカタン半島東海岸のキンタナ・ロー州にあり、廃墟は、高さ12メートル（39フィート）の崖の上に位置している。トゥルムは、マヤ人によって造られ居住された最後の都市の1つで、13から15世紀の間に繁栄し、スペイン人がメキシコを占領し始めたあとも、およそ70年間を生き延びた。スペインの移民によって持ち込まれた感染症が、終焉の原因であったようにも見られている。トゥルムは、沿岸部で最も保存の良いマヤ遺跡の一つで、観光客の人気を博している。

## 歴史と概要

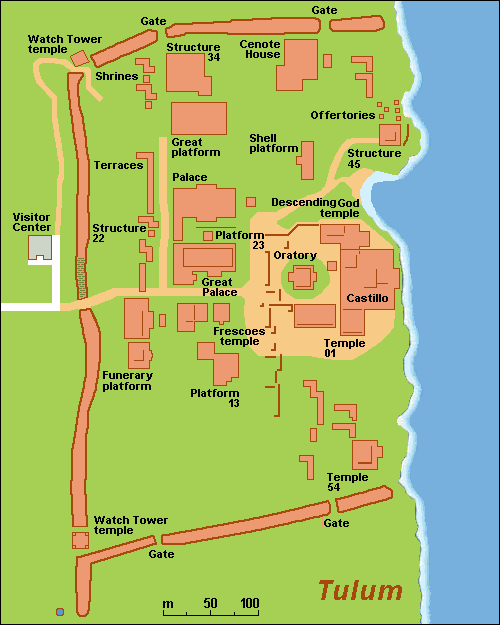
トゥルム遺跡の地図

トゥルム遺跡は、カリブ海が東に広がる絶壁の上に建てられていて、以前から「夜明けの街」を意味するZamaという名前で知られていた。トゥルムという言葉は、ユカテコ語で「フェンス」「壁」または「溝」を表し、取り囲む壁はトゥルムの砦を侵入者から守った。トゥルムは、特に黒曜石のため重要な取引拠点として陸海双方の通商路を使った交易が行われた。周辺にある数多くの壁画などの存在から、降臨する神への礼拝のための重要な場所であったようにも見える。このトゥルムの町は推定で1000から1600の人口を有していた。
トゥルムは、ヨーロッパ人が初めて接触した1518年のスペインフアン・デ・グリハルバ探検隊の隊員であったフアン·ディアスによって最初に記された。遺跡の最初の詳しい説明は、ジョン・ロイド・スティーブンスとフレデリック・キャザウッドによって1843年に発表された「ユカタン探索行（Incidents of Travel in Yucatan）」である。上陸後、浜から城砦を目にし、そびえ立つ中央神殿に感銘を受けたスティーブンスらは、遺跡の壁の正確な地図を作成し、キャザウッドは城砦といくつか他の建物をスケッチした。スティーブンスとキャザウッドはまた、おそらくほかのどこかで造られトゥルムに運び込まれて再利用されたであろう、西暦564年に刻まれた初期の古い石碑（現、大英博物館所蔵）についても報告した。

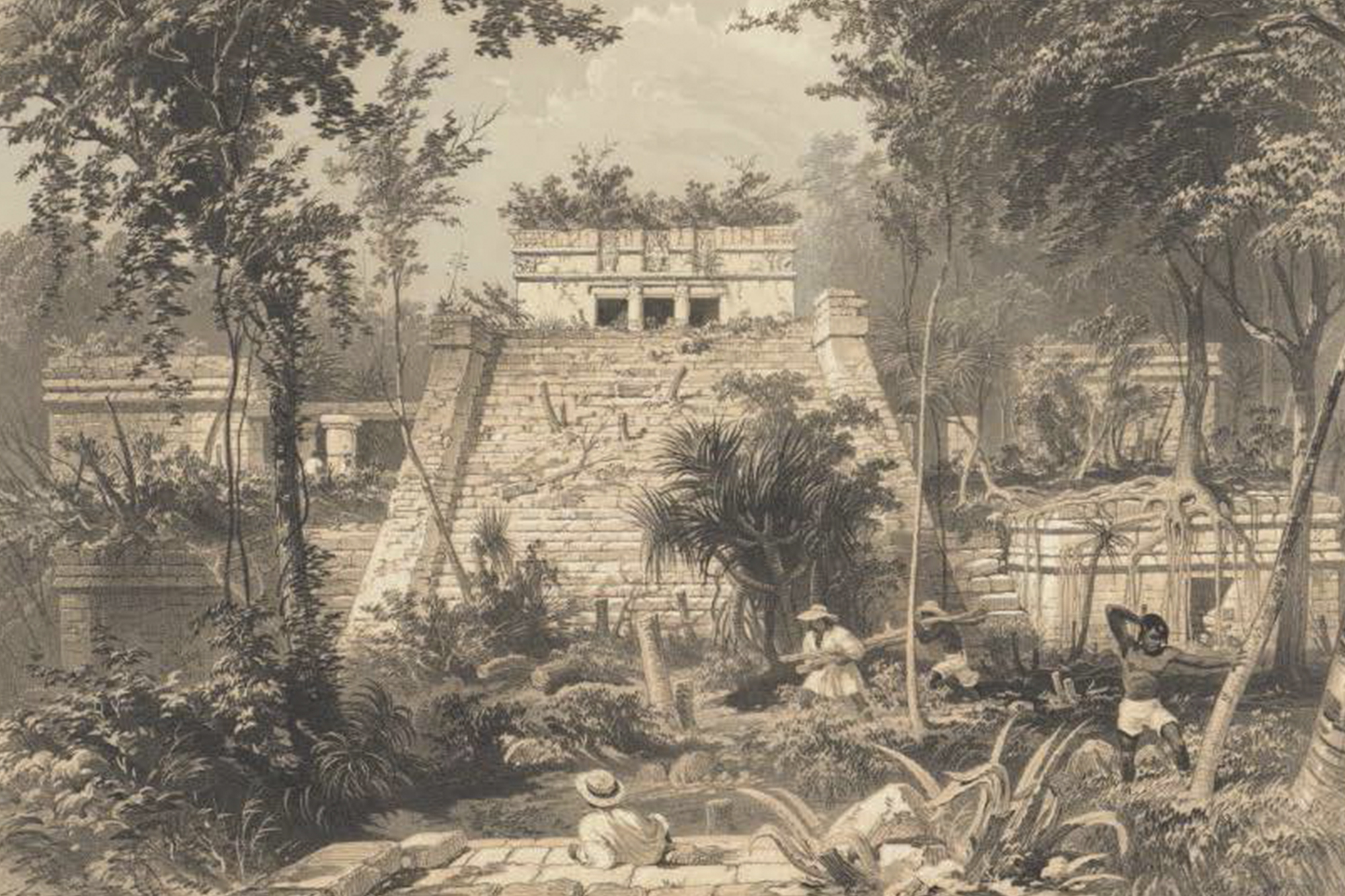
中央神殿（フレデリック・キャザウッド画「古代遺跡の眺め」）

トゥルムにおける本格的な研究は、シルヴェイナス・モーリーとジョージ・P・ハウによって1913年の海岸の復元作業から始まった。研究は、1916年から1922年までのカーネギー研究所、地図の作成を行った1924年のサミュエル・ロスロップ、1930年代後期と1940年代初期のミゲル・アンヘル・フェルナンデス、1956年のウィリアム・サンダーズ、そして1970年代とそれ以後のアーサー・G・ミラーらによって続けられた。サンダーズとミラーによるこれらの調査を通して、トゥルムが西暦1200年頃の後古典期後期以降から栄えていたと確定した。16世紀前半にスペイン人と接触するまで、トゥルムは繁栄を続けていたが、16世紀末までには完全に放棄されたことがわかった。

## 建築様式

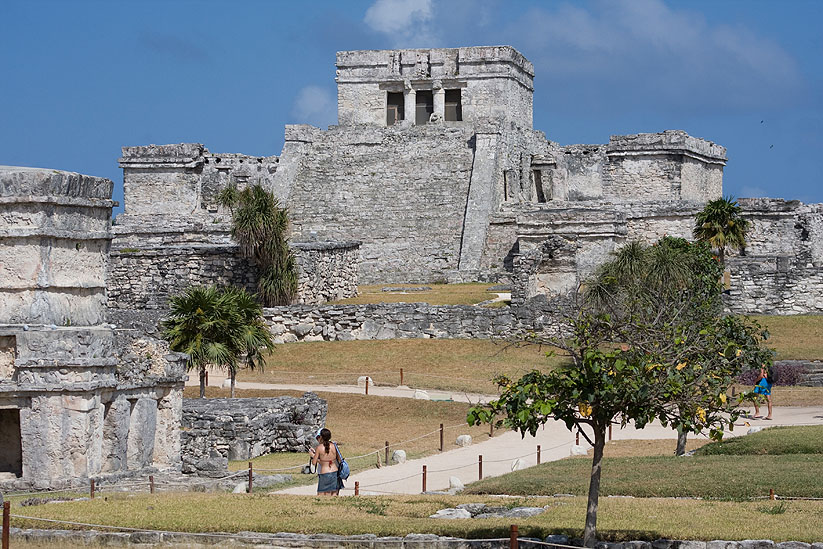
中央神殿（エルカスティージョ）

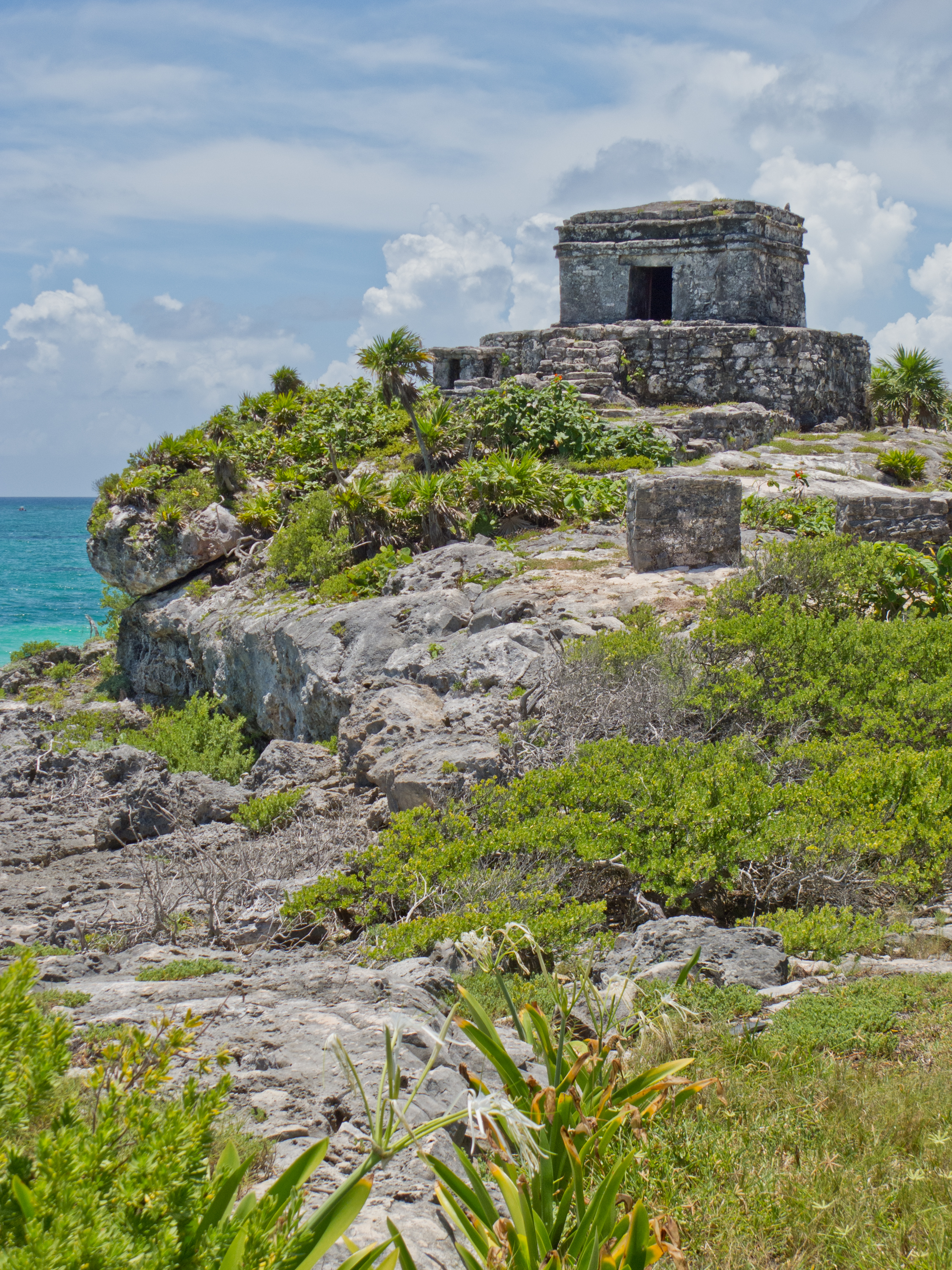
北側から見た風の神殿

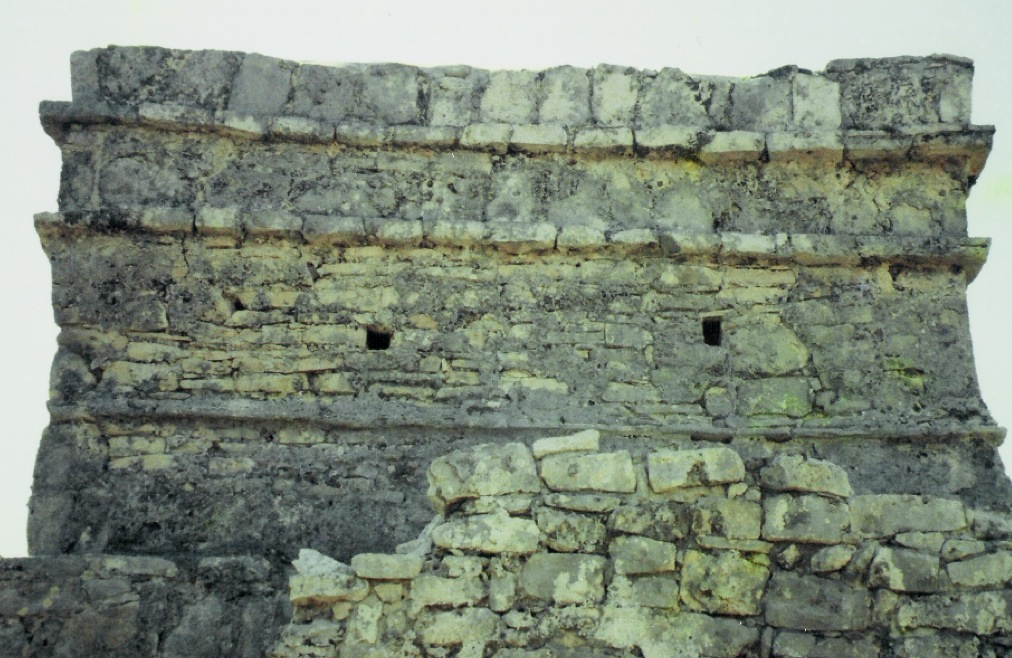
中央神殿の海側面にある窓

トゥルムは、ユカタン半島東海岸のマヤ遺跡群特有の建築様式を持つ。この様式は、基礎部分を取り巻く地面よりも一段高くしたステップによって特徴付けられる。戸口は狭く、建物が大きい場合には、支えの柱によって分割されている。壁は上方に向けて僅かながらフレア（ラッパ状）に広がる。部屋には奥の壁に1つか2つほどの小さな窓が備わった祭壇があり、梁と割り石による天井かアーチ状に組まれた屋根で覆われている。この種の建築様式は、規模は小さいが同じマヤ半島のチチェン・イッツァ遺跡でも見られる。
トゥルムは、急な海食崖を背にする一方で、陸側の3面を平均でおよそ3～5メートルの高さの壁で囲い守りを固めていた。壁は、およそ8メートルの厚さと海と平行して南北に400メートルの長さを持ち、東西にわたる壁は、南北より若干短く片側170メートルある。この莫大な労力と時間を費やしたであろう大きな壁の構築には、マヤ人がこの土地を選択した際に強固な守りをいかに欲していたかを示している。南西と北西の角には、見張り台と特定された小さな建物があり、この点についても都市の堅牢さがうかがえる。5つの狭い出入り口が、北と南の両側に各2箇所、西に1箇所ある。壁の北側近くにある小さな天然井戸「セノーテ」は、都市に飲み水を供給していた。トゥルムの都市を取り巻くこの印象的な壁は、マヤで最も有名な城壁都市としてよく知られている。
トゥルムには「中央神殿」「フレスコ画の宮殿」「降臨する神の神殿」と呼ばれる興味を引く3つの主要な建造物がある。中でも特筆すべきものは、下層のギャラリーとより小さな2階のギャラリーのフレスコ画壁面を持つフレスコ画の宮殿である。フレスコ画の宮殿は、太陽の動きを追うための観測所として使われていた。「降臨する神」または「ビーナス神」と呼ばれるマヤのレリーフが、宮殿の正面を飾っている。この「降臨する神」は、遺跡の中央エリアにある「降臨する神の神殿」にも飾られていて、西壁の入口の上に「降臨する神」の漆喰のレリーフが掲げられ、神殿の名前にもなっている。フレスコ画の宮殿の壁画は、ミシュテカ・プエブラ様式と呼ばれるメキシコ高地に始まったスタイルに似ており、東壁に残されているが、今現在、訪問客は宮殿内部に入る事が許されていない。
中央エリアの海側の奥には、ひときわ目立つ高さ7.5メートルの中央神殿がある。建設は段階的に行われたようで、列柱と梁とモルタル屋根を有していた以前そこにあった別の建物の上に建てられた。上階の部屋のまぐさ石にはヘビのモチーフが刻まれている。小さな神殿は、沖からくるカヌーのための誘導灯として使われていたと考えられ、神殿内部のかがり火から漏れた光は、洋上にあるサンゴ礁の浅瀬の切れ目を指し示し、神殿の崖下に万全な入り江と荷揚げ浜と崖への登り口を設け、荷を積んだカヌーを導き入れた。トゥルムが後古典期後期の間に突出した貿易港になったのも、マヤ人がこの地に都市を建設した理由の一つであっただろう。

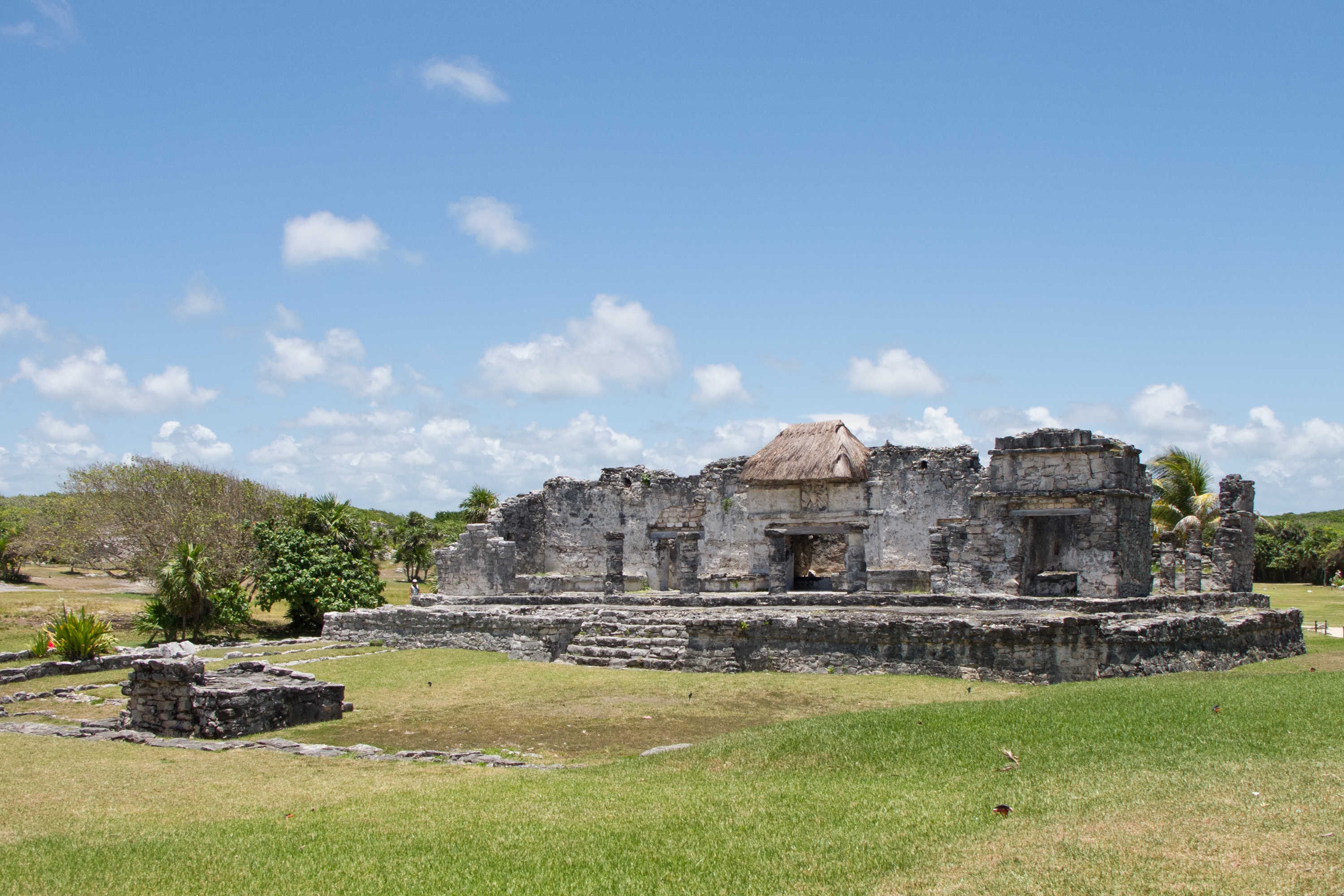
大宮殿（グレートパレス）

## 貿易

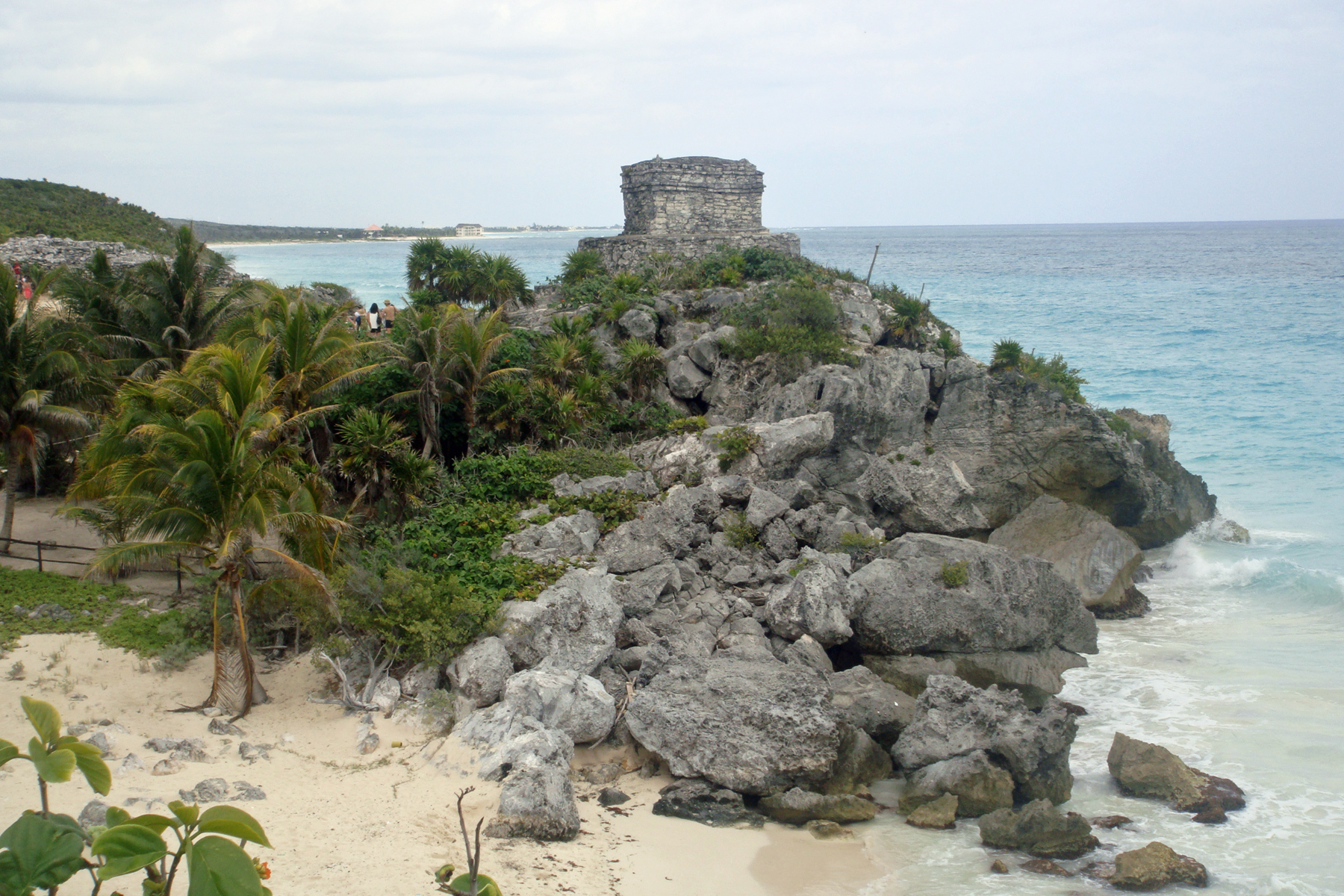
浜を守る風の神殿（テンプロ ディオス デル ヴィエント）

メキシコ中部から中央アメリカに至る地域で接触のあった他拠点や見つかった遺物の数により、沿岸と内陸の両交通がトゥルムに収束しているのが明らかになった。メキシコの高地から運び込まれた銅製の遺物や、ユカタン中からの火打石、陶器、香炉、金細工が、遺跡の近くで発見されている。塩と織物などいくつかの商品は、海路でトゥルムに持ち込まれ、そこから内陸に分散していったと考えられる。代表的な輸出品には、内陸の生産地からきた羽と銅製品があった。
これらの商品は、カヌーを用いグアテマラの高地に源を発しホンジュラス湾に注ぐモタグァ川や同じグアテマラの高地から始まりメキシコ湾に流出するウスマシンタ川・パシオン川水系などで内陸の高地と低地双方を結び、輸送することができた。
見つかったヒスイと黒曜石は、トゥルムから700 kilometers (430 mi)ほど離れたグアテマラ南部のイクストブック山から運んできたであろう遺跡付近で産出されるよりも良質なものが見られ、遺跡での多量の黒曜石の発見は、ツゥルムが取引における主要な集約拠点であることを示し、このかけ離れた距離を結びつけた。
貿易は繁栄の末期まで続き、クリストファー・コロンブスがホンジュラス湾の離島の岸を離れて最初に遭遇した、航海中の原住民のカヌーのうちの1隻だったのかもしれない。

## 観光

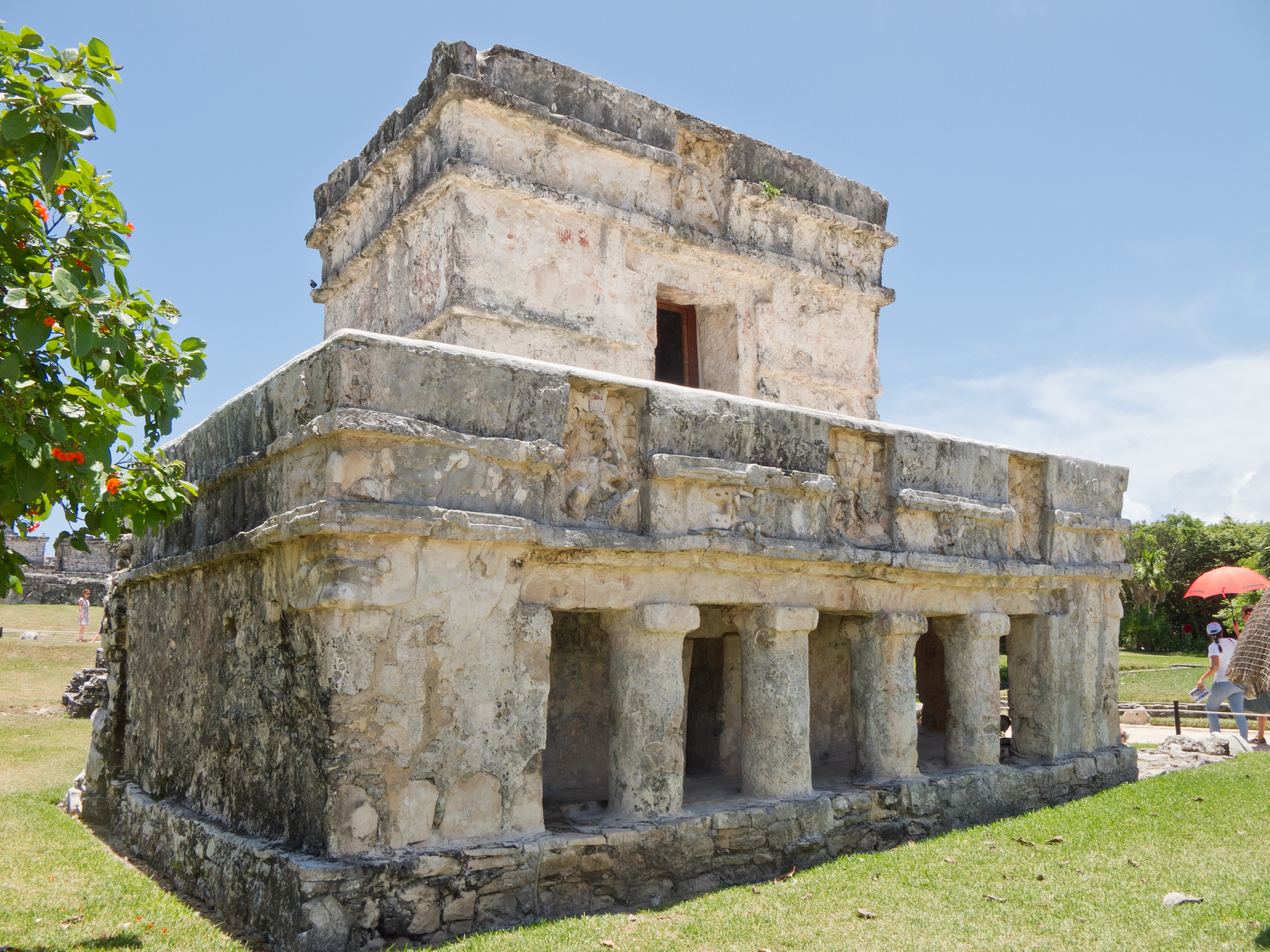
フレスコ画の宮殿

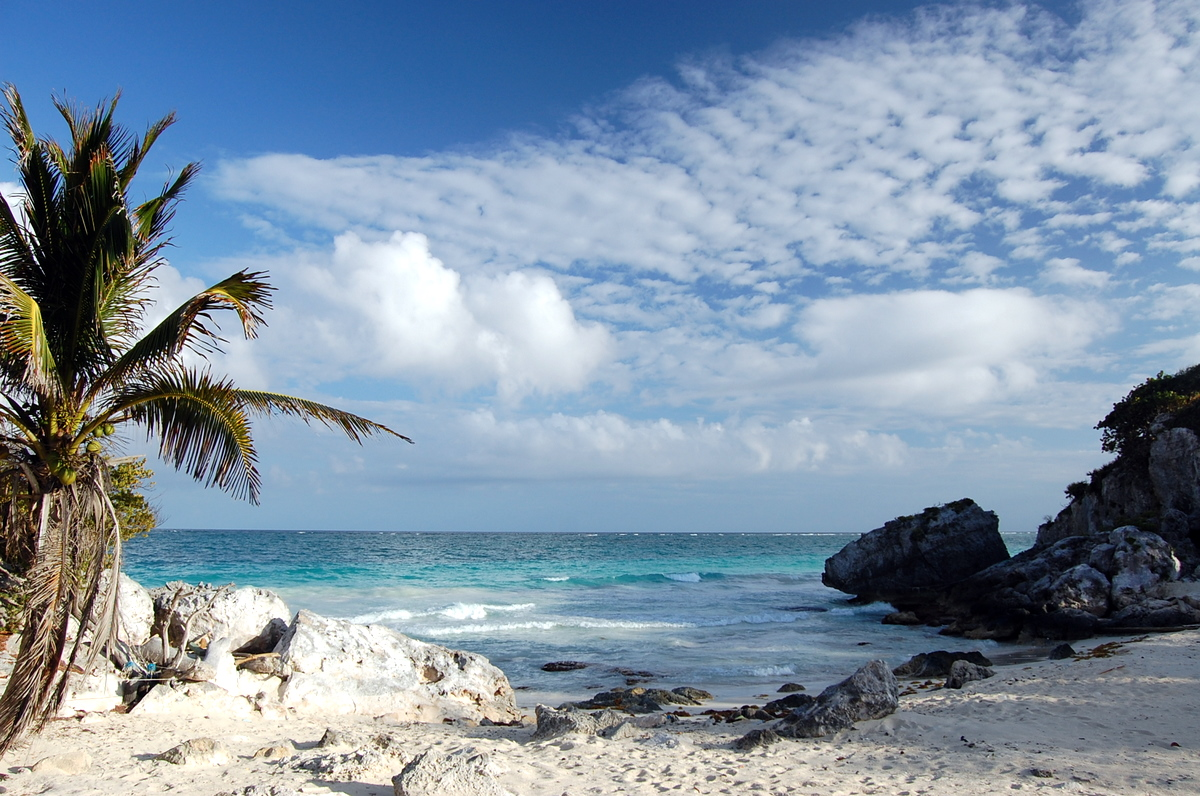
ウミガメの産卵場所として保護されている近隣の海岸

トゥルム遺跡は、近隣にある他の多くのマヤ遺跡と比べて比較的コンパクトで、沿岸のマヤ遺跡群「リビエラ・マヤ」の中で最も保存の良い遺跡の1つである。付近は、メキシコのカリブ海沿岸に沿って観光開発され、北へ128 km (80 mi)の距離にあるリゾート地「カンクン」と周囲のリビエラ・マヤは、ユカタン半島でマヤを知るための人気のスポットであり、多くの観光客が毎日運行されているツアーバスを使って遺跡へ訪れる。トゥルム遺跡は、メキシコでテオティワカン遺跡とチチェン・イッツァ遺跡に次いで 3番目に訪問客が多く、美しい景色が広がるカリブ海のロケーションは人気が高い。
遺跡付近には、セノーテと呼ばれる天然井戸があり、ドスオホスやグランセノーテなど多数のセノーテと洞窟網がトゥルムの周辺に散在している。
観光で訪れる主な目的地は、遺跡サイト、市街地の「プエブロ」、ホテルゾーンの「ゾナホテレーラ」、そしてシアン・カアン生物圏保護区の4つの地域に分類される。
1995年10月、最大風速 50m/sを超える強力なハリケーン「ロクサーヌ」がトゥルムを襲い、観光産業の停滞を招いた。遺跡への損害は軽微であった。

## トゥルムが登場する作品
- プラネット・テラー in グラインドハウス - ロバート・ロドリゲスの2007の映画。世界的なゾンビによる脅威の中、マシンガンを義足に仕込んだ主人公のチェリー・ダーリンが仲間と多くの生き残った者たちを連れ、静かな新しい生活を始める場としてエピローグに登場する。